# XA-32 (航空機)
XA-32
XA-32
- 用途：攻撃機
- 分類：単座攻撃機
- 製造者：ブルースター・エアロノーティカル社[1]
- 運用者：アメリカ陸軍航空隊
- 初飛行：1943年4月[1]
- 生産数：2機[1]
- 生産開始：1943年
- 退役：1944年
- 運用状況：計画中止

XA-32は、第二次世界大戦中にアメリカ陸軍航空隊向けにブルースター・エアロノーティカル社が試作した攻撃機である。性能劣悪のため採用・量産には至らなかった。

## 概要
XA-32はブルースター社がアメリカ陸軍向けに製作した唯一の機体である。胴体内に爆弾倉を装備した中翼単発の単座攻撃機で、2000馬力級のエンジンと合計8門の機関砲を搭載し、地上攻撃の他戦闘機としても使用できる機体を目指していた。
開発は1941年から開始され2機の試作発注を受けた。会社規模が小さいために元々機体製造能力が低かったブルースター社であったが、この頃には深刻な経営危機に直面しており、新型機の開発に割くことのできる時間が限られていた。このため、試作1号機は開発を開始してから2年後の1943年4月にようやく完成した。そして、完成した試作機は軍の期待した性能を発揮するには程遠いものであった。
テストの結果は散々なもので、飛行時の安定性が不足していた上に速度性能等も満足な数値が出せず、パイロットの指摘した一番の問題は、カウリングを囲むように配置されている排気管からの排気炎が酷く、夜間飛行時には「目の前に炎の輪ができて前が何も見えない」ことであったという。
飛行性能の低さの原因は機体重量に対してエンジンが明らかに馬力不足なことで、ブルースターではエンジンをP&W R-4360 “ワスプメジャー”に変更することを希望したが、既にこの機体に興味を失っていた陸軍はその要求には応じず、加えてブルースター社への支援を海軍が放棄したために機体を改修する余力がなくなったので、本機の開発は試作機2機をもって中止となり、製作された機体はスクラップとして処分された。
結局、この機体がブルースター・エアロノーティカル社が開発した最後の軍用機となった。

## 各型
XA-32
試作1号機。12.7㎜機関銃8丁装備。シリアルナンバー 42-13568。
XA-32A
試作2号機。20㎜機関砲4丁装備。シリアルナンバー 42-13569。

## スペック
- 全長：12.37 m[1]
- 全幅：13.74 m[1]
- 全高：3.86 m[1]
- 全備重量：7,026 kg[1]
- 自重：5,354 kg[1]
- エンジン：P&W R-2800-37 空冷星型複列18気筒 2,100hp×1[1]
- 最大速度：500 km/h[1]
- 実用上限高度：7,925 m
- 航続距離：805 km[1]
- 武装：
  - M2 12.7mm機関銃×8(XA-32)
  - AN-M2 20mm機関砲×4(XA-32A)
  - 爆弾 最大 1360 kg

- 乗員 1名[1]